# Gnophos serotinaria
Gnophos serotinaria är en fjärilsart som beskrevs av Adrian Hardy Haworth 1809. Gnophos serotinaria ingår i släktet Gnophos och familjen mätare. Inga underarter finns listade i Catalogue of Life.